# Gazda Géza
Gazda Géza (Borsodnádasd, 1889. május 2. – Budapest, 1981. szeptember 24.) Kossuth-díjas magyar mérnök, a Rákosi Mátyás Vas- és Fémművek, majd a Csepel Vas- és Fémművek üzemvezető-helyettese, sztahanovista; a Gazda-mozgalom névadója.
1951-ben a Minisztertanácsi Érdemérem arany fokozatával és a Magyar Munka Érdemrend arany fokozatával díjazták. 1952-ben megkapta a Kossuth-díj ezüst fokozatát az általa 1951 augusztusában előbb a Fogaskerék című lapban, majd a Szabad Nép hasábjain meghirdetett, később róla elnevezett Gazda-mozgalomért, azaz – az indoklás megfogalmazása szerint – „a hulladékanyagok nagy megtakarítást jelentő hasznosításával kapcsolatos országos jelentőségű mozgalom elindításáért és a mozgalom kiszélesítésében szerzett érdemeiért”. 1959-ben Munka Érdemrenddel, 1970-ben a Felszabadulási Jubileumi Emlékéremmel ismerték el.
Részt vett a sztahanovista mozgalomban. 1948 és 1953 között a Szabad Nép című napilap munkaversennyel kapcsolatos cikkeiben 45 alkalommal szerepelt, ezzel – Muszka Imre, Loy Árpád és Rőder Béla mellett – a négy legtöbbet hivatkozott sztahanovista egyike.